# كورنيليا هايل
كورنيليا هايل هي إحدى شخصيات الانمي أو مجلة الفتيات الخارقات (W.I.T.C.H)، وهي فتاة عادية تقيم في هيذر فيلد مع اختها ليلي ووالدها هالورد الذي يعمل في مصرف ووالدتها اليزابيث وتعمل في مختبر، تكتشف هي وصديقاتها هاي لين وايرما وويل وتراني انهن يمتلكن قوى خارقة متمثلة في عوامل الطبيعة الاربع وويل قائدتهن وتمتلك قلب كندراكار الذي يمكنها من التحول والسيطرة على كل العوامل ويتم استدعاؤهن إلى كندراكار حيث يكلفهن الحكيم بمحاربة الشر.